# ロバート・アクセルロッド

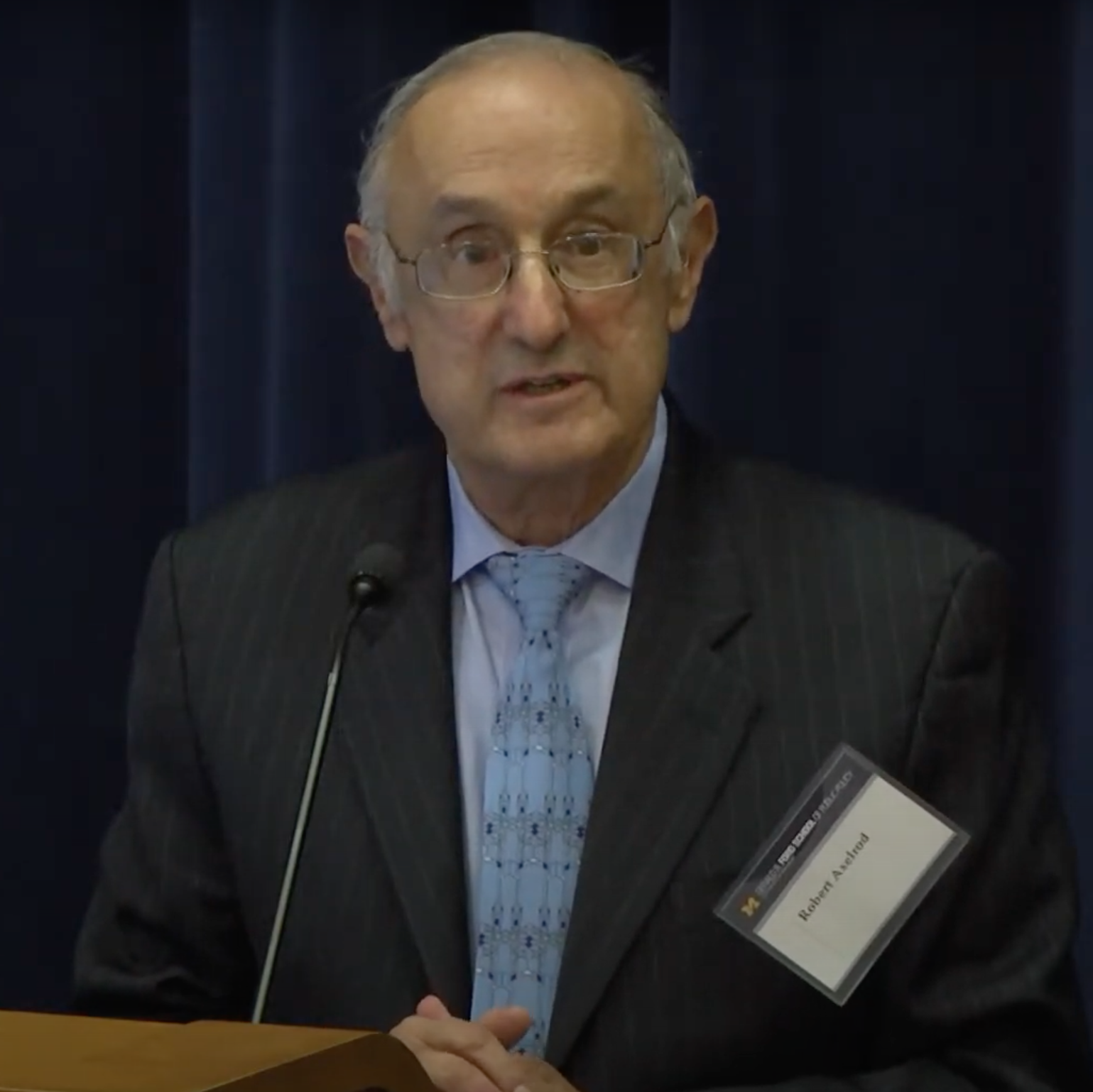
Robert Axelrod, 2019

ロバート・アクセルロッド（Robert M. Axelrod, 1943年5月27日 - ）は、アメリカ合衆国の政治学者。ミシガン大学の政治学・公共政策教授。

## 人物
シカゴ大学で数学を専攻後、1969年イェール大学で政治学の博士号取得。カリフォルニア大学バークレー校助教授（1968年-1974年）を経て、1989年から現職。2006年から2007年までアメリカ政治学会会長を務めた。2006年5月にはジョージタウン大学から名誉博士号を授与された。
1980年、繰り返し型の囚人のジレンマに関して、様々な分野の研究者からゲーム戦略を募集し、コンピュータープログラムとして総当たり対戦を行った実験が有名。最も単純な戦略である「しっぺ返し戦略(tit for tat)」が優勝し、打倒「しっぺ返し」を期して行われた第2回実験でも、「しっぺ返し」戦略が優勝した。この実験の成果はゲーム理論・行動経済学・進化生物学・倫理学などで頻繁に引用されているが、批判も多い（囚人のジレンマ#アクセルロッドに対する批判参照）。

## 著書

### 単著
- Conflict of Interest: A Theory of Divergent Goals with Applications to Politics, (Markham, 1970).
- The Evolution of Cooperation, (Basic Books, 1984).
松田裕之訳『つきあい方の科学――バクテリアから国際関係まで』（CBS出版, 1987年／ミネルヴァ書房, 1998年）
- The Complexity of Cooperation: Agent-based Models of Competition and Collaboration, (Princeton University Press, 1997). 
寺野隆雄監訳『対立と協調の科学――エージェント・ベース・モデルによる複雑系の解明』（ダイヤモンド社, 2003年）

### 共著
- Harnessing Complexity: Organizational Implications of a Scientific Frontier, with Michael D. Cohen, (Free Press, 1999).
寺野隆雄監訳『複雑系組織論――多様性・相互作用・淘汰のメカニズム』（ダイヤモンド社, 2003年）

### 編著
- Structure of Decision: the Cognitive Maps of Political Elites, (Princeton University Press, 1976).

## 受賞歴
- 1981年 - ニューカム・クリーブランド賞
- 2012年 - アメリカ国家科学賞
- 2013年 - ヨハン・スクデ政治学賞